# اروین اس. کاب
اروین اس. کاب (انگلیسی: Irvin S. Cobb; ۲۳ ژوئن ۱۸۷۶ – ۱۱ مارس ۱۹۴۴) بازیگر، روزنامه‌نگار، فیلم‌نامه‌نویس، نویسنده، مجری تلویزیون، طنزنویس و رمان‌نویس اهل ایالات متحده آمریکا بود. او بیش از ۶۰ کتاب و ۳۰۰ داستان کوتاه نوشت و زمانی پردرآمدترین روزنامه‌نگار ایالات متحده آمریکا بود..
از فیلم‌هایی که وی در آن نقش داشته‌است، می‌توان به عرب، کشیش قاضی، خورشید به‌روشنی می‌درخشد اشاره کرد.
وی همچنین برندهٔ جوایزی همچون جایزه او. هنری شده‌است.